# Перкинс, Оз
Джеймс Ри́пли О́сгуд Ро́берт «Оз» Пе́ркинс II (англ. James Ripley Osgood Robert “Oz” Perkins II; род. 2 февраля 1974) — американский кинорежиссёр, сценарист и актёр. Старший сын актёра Энтони Перкинса и актрисы-фотографа Берри Беренсон. Старший брат музыканта Элвиса Перкинса, внук американского театрального актёра Осгуда Перкинса, племянник американской актрисы и фотомодели Марисы Беренсон, правнук модельера Эльзы Скиапарелли (внучатой племянницы итальянского астронома Джованни Скиапарелли).

## Карьера
Дебютировал в кино в 1983 году в фильме «Психо 2» — сиквеле знаменитого фильма Альфреда Хичкока «Психо» — в эпизодической роли двенадцатилетнего Нормана Бейтса (роль взрослого Нормана, как и в первом «Психо», исполнил отец Оза Энтони Перкинс). Снялся в фильмах «Шесть степеней отчуждения» (1993), «Блондинка в законе», «Недетское кино» (оба — 2001), «Секретарша» (2002), «La Cucina» («Кухня»; 2007) «Звёздный путь» (2009) и др., телесериалах «Шпионка» (2005), «Вблизи от дома» (2006), «Октябрьская дорога» (2008).
Является сценаристом и режиссёром фильмов ужасов «Февраль» (2015), «Я прелесть, живущая в доме» (2016) и «Гретель и Гензель» (2020).

## Фильмография

### Кино
| Год  | Фильм                      | Режиссёр | Сценарист | Актёр | Роль                      | Примечания               |
| ---- | -------------------------- | -------- | --------- | ----- | ------------------------- | ------------------------ |
| 1983 | Психо 2                    |          |           | Да    | Норман в детстве          | В титрах — Осгуд Перкинс |
| 1993 | Шесть степеней отчуждения  |          |           | Да    | Вуди                      | В титрах — Осгуд Перкинс |
| 1994 | Волк                       |          |           | Да    | Коп                       | В титрах — Осгуд Перкинс |
| 2001 | Блондинка в законе         |          |           | Да    | Дорки Дэвид Кидни         |                          |
| 2001 | Недетское кино             |          |           | Да    | Незаинтересованный парень |                          |
| 2002 | Секретарша                 |          |           | Да    | Джонатан                  |                          |
| 2003 | Квигли                     |          |           | Да    | Ангел-хранитель Суини     |                          |
| 2005 | Порча                      |          |           | Да    | Стив                      |                          |
| 2006 | Проект убийства в Юте      |          |           | Да    | Детектив Чарли ДеСантис   |                          |
| 2007 | Кухня                      |          |           | Да    | Крис                      |                          |
| 2009 | Звёздный путь              |          |           | Да    | Офицер связи Энтерпрайза  |                          |
| 2010 | Зачистка                   |          | Да        | Да    | Генри Шарп                |                          |
| 2013 | Взгляд зимы                |          | Да        |       |                           | В титрах — Осгуд Перкинс |
| 2014 | Джентльмен грабитель       |          |           | Да    | Энди Сигал                |                          |
| 2015 | Девушка на фотографиях     |          | Да        |       |                           | В титрах — Осгуд Перкинс |
| 2015 | Февраль                    | Да       | Да        |       |                           | В титрах — Осгуд Перкинс |
| 2016 | Я прелесть, живущая в доме | Да       | Да        |       |                           | В титрах — Осгуд Перкинс |
| 2017 | 78/52                      |          |           | Да    | Камео                     | Документальный фильм     |
| 2020 | Гретель и Гензель          | Да       | Да        |       |                           | В титрах — Осгуд Перкинс |
| 2021 | Голова, полная призраков   | Да       | Да        |       |                           | В титрах — Осгуд Перкинс |
| 2022 | Нет                        |          |           | Да    | Финн Бахман               |                          |
| 2024 | Собиратель душ             | Да       | Да        |       |                           |                          |
| 2025 | Обезьяна                   | Да       | Да        | Да    | Чип Зиммер                |                          |
| 2025 | Хранитель                  | Да       |           |       |                           |                          |

### Телевидение
| год  | Сериал         | Роль                | Примечания |
| ---- | -------------- | ------------------- | ---------- |
| 2002 | Шпионки        | Карг                | 1 эпизод   |
| 2005 | Шпионка        |                     | 2 эпизода  |
| 2006 | Рядом с домом  | Чарли Форсберг      | 1 эпизод   |
| 2008 | Дорога в осень | Доктор Джошуа Стоун | 1 эпизод   |

## Личная жизнь
Был женат на Сидни Перкинс с 1999 года по июль 2016 года. У них двое детей: сын Джеймс Рипли Осгуд Роберт Перкинс III (род. 2004) и дочь Беатрикс Перкинс (род. 2008).